# Адмирал Харламов (большой противолодочный корабль)
«Адмирал Харламов» — советский и российский многоцелевой фрегат проекта 1155 с управляемым ракетным вооружением дальней морской и океанской зоны Северного флота России. Бортовой номер 678. Назван в честь адмирала Николая Михайловича Харламова.

## История
Корабль был заказан к постройке 7 августа 1986 года. Введён в эксплуатацию 1 апреля 1990 года. Первые 10 лет фрегат «Харламов», помимо службы по предназначению, был визитным кораблём. Ходил в Швецию, Норвегию, в Канаду.
В 1993 году нанёс визит в канадский порт Галифакс и американский порт Бостон.
В 1994 году посетил голландский порт Роттердам.
В 1996 и 1997 годах был лучшим кораблём ВМФ по противолодочной подготовке.
С июля 2001 года, после участия в поиске затонувшей подлодки «Курск» в море не выходил.
С 2006 года находится в резерве.
По данным на конец 2019 года, находился на заводе «Нерпа» в ожидании ремонта и модернизации, или же утилизации.
Выведен из состава флота в 2020 году (2 декабря спущен Андреевский флаг), готовится к утилизации.

## Характеристики корабля
- Длина: 163 м
- Ширина: 19 м
- Осадка: 5,2 (габаритная — 7,58)
- Водоизмещение: нормальное 6840 т, полное 7480 т
- ЭУ: двухвальная, 4 газовые турбины, 61.000 л. с. (2 маршевых ГТУ М-70 по 8.000 л. с. и 2 форсажных ГТУ М-8КФ по 22.500 л. с.)
- Скорость: 30 узлов
- Вооружение: 2 х 4 ПУ (КТ-Р-1134А), ракето-торпедного коплекса УРК-5 «Раструб-Б», 8 х 8 ПУ (ЗС-95) ЗУР «Кинжал»- 64 ракеты; арт.установки: 2 100-мм АК-100 — 320 выстрелов, 4 х 6 30-мм АК-630М — 4000 выстрелов; 2 х 12 РБУ-6000, 2 х 4-533-мм ТА, 26 мин
- ГАК: МГК-355 «Полином»
- РЛС: МР-760 «Фрегат-МА», МР-350 «Подкат», «Волга»
- Авиация: 2 вертолёта в ангарах (Ка-27ПЛ, Ка-27РЦ)
- Экипаж: 220 (29 офицеров)[3]